# Grand Prix Monaka 1976
Grand Prix Monaka 1976 (oficiálně XXXIV Grand Prix de Monaco) se jela na okruhu Circuit de Monaco v Monte Carlu v Monaku dne 30. května 1976. Závod byl šestým v pořadí v sezóně 1976 šampionátu Formule 1.

## Kvalifikace
| Poř.   | No. | Jezdec             | Konstruktér        | Čas     |
| ------ | --- | ------------------ | ------------------ | ------- |
| 1      | 1   | Niki Lauda         | Ferrari            | 1:29.65 |
| 2      | 2   | Clay Regazzoni     | Ferrari            | 1:29.91 |
| 3      | 10  | Ronnie Peterson    | March-Ford         | 1:30.08 |
| 4      | 4   | Patrick Depailler  | Tyrrell-Ford       | 1:30.33 |
| 5      | 3   | Jody Scheckter     | Tyrrell-Ford       | 1:30.55 |
| 6      | 34  | Hans-Joachim Stuck | March-Ford         | 1:30.66 |
| 7      | 30  | Emerson Fittipaldi | Fittipaldi-Ford    | 1:31.39 |
| 8      | 12  | Jacques Laffite    | Ligier-Matra       | 1:31.46 |
| 9      | 9   | Vittorio Brambilla | March-Ford         | 1:31.47 |
| 10     | 17  | Jean-Pierre Jarier | Shadow-Ford        | 1:31.65 |
| 11     | 12  | Jochen Mass        | McLaren-Ford       | 1:31.67 |
| 12     | 22  | Chris Amon         | Ensign-Ford        | 1:31.75 |
| 13     | 8   | Carlos Pace        | Brabham-Alfa Romeo | 1:31.81 |
| 14     | 11  | James Hunt         | McLaren-Ford       | 1:31.88 |
| 15     | 16  | Tom Pryce          | Shadow-Ford        | 1:31.98 |
| 16     | 6   | Gunnar Nilsson     | Lotus-Ford         | 1:32.10 |
| 17     | 28  | John Watson        | Penske-Ford        | 1:32.14 |
| 18     | 21  | Michel Leclère     | Wolf-Williams-Ford | 1:32.17 |
| 19     | 19  | Alan Jones         | Surtees-Ford       | 1:32.33 |
| 20     | 7   | Carlos Reutemann   | Brabham-Alfa Romeo | 1:32.43 |
| DNQ    | 20  | Jacky Ickx         | Wolf-Williams-Ford | 1:32.74 |
| DNQ    | 38  | Henri Pescarolo    | Surtees-Ford       | 1:32.82 |
| DNQ    | 37  | Larry Perkins      | Boro-Ford          | 1:33.73 |
| DNQ    | 24  | Harald Ertl        | Hesketh-Ford       | 1:33.93 |
| DNQ    | 35  | Arturo Merzario    | March-Ford         | 1:35.17 |
| Zdroj: |     |                    |                    |         |

## Závod
| Poř.   | No. | Jezdec             | Konstruktér        | Počet kol | Čas/Odstoupení | Pořadí na startu | Body |
| ------ | --- | ------------------ | ------------------ | --------- | -------------- | ---------------- | ---- |
| 1      | 1   | Niki Lauda         | Ferrari            | 78        | 1:59:51.47     | 1                | 9    |
| 2      | 3   | Jody Scheckter     | Tyrrell-Ford       | 78        | + 11.13        | 5                | 6    |
| 3      | 4   | Patrick Depailler  | Tyrrell-Ford       | 78        | + 1:04.84      | 4                | 4    |
| 4      | 34  | Hans Joachim Stuck | March-Ford         | 77        | + 1 kolo       | 6                | 3    |
| 5      | 12  | Jochen Mass        | McLaren-Ford       | 77        | + 1 kolo       | 11               | 2    |
| 6      | 30  | Emerson Fittipaldi | Fittipaldi-Ford    | 77        | + 1 kolo       | 7                | 1    |
| 7      | 16  | Tom Pryce          | Shadow-Ford        | 77        | + 1 kolo       | 15               |      |
| 8      | 17  | Jean-Pierre Jarier | Shadow-Ford        | 76        | + 2 kola       | 10               |      |
| 9      | 8   | Carlos Pace        | Brabham-Alfa Romeo | 76        | + 2 kola       | 13               |      |
| 10     | 28  | John Watson        | Penske-Ford        | 76        | + 2 kola       | 17               |      |
| 11     | 21  | Michel Leclère     | Wolf-Williams-Ford | 76        | + 2 kola       | 18               |      |
| 12     | 26  | Jacques Laffite    | Ligier-Matra       | 75        | Nehoda         | 8                |      |
| 13     | 22  | Chris Amon         | Ensign-Ford        | 74        | + 4 kola       | 12               |      |
| 14     | 2   | Clay Regazzoni     | Ferrari            | 73        | Nehoda         | 2                |      |
| Ret    | 6   | Gunnar Nilsson     | Lotus-Ford         | 39        | Motor          | 16               |      |
| Ret    | 10  | Ronnie Peterson    | March-Ford         | 26        | Nehoda         | 3                |      |
| Ret    | 11  | James Hunt         | McLaren-Ford       | 24        | Motor          | 14               |      |
| Ret    | 9   | Vittorio Brambilla | March-Ford         | 9         | Zavěšení       | 9                |      |
| Ret    | 19  | Alan Jones         | Surtees-Ford       | 1         | Kolize         | 19               |      |
| Ret    | 7   | Carlos Reutemann   | Brabham-Alfa Romeo | 0         | Nehoda         | 20               |      |
| Zdroj: |     |                    |                    |           |                |                  |      |

## Průběžné pořadí po závodě
Pohár jezdců
| Pořadí | Jezdec            | Body |
| ------ | ----------------- | ---- |
| 1      | Niki Lauda        | 51   |
| 2      | Clay Regazzoni    | 15   |
| 3      | Patrick Depailler | 14   |
| 4      | Jody Scheckter    | 14   |
| 5      | Jochen Mass       | 10   |
| Zdroj: |                   |      |

Pohár konstruktérů
| Pořadí | Konstruktér  | Body |
| ------ | ------------ | ---- |
| 1      | Ferrari      | 54   |
| 2      | Tyrrell-Ford | 22   |
| 3      | McLaren-Ford | 12   |
| 4      | Ligier-Matra | 7    |
| 5      | Lotus-Ford   | 6    |
| Zdroj: |              |      |